# سارة حسنين
سارة حسنين (من مواليد 1982 أو 1983) هي لاعبة كرة قدم مصرية سابقة ومدربة حاليا. كانت تلعب في خط الوسط والهجوم ومثلت منتخب مصر للسيدات.

## مسيرتها الكروية
لعبت حسنين لصالح نادي المعادن في مصر ونادي أبو ظبي الريفي في الإمارات العربية المتحدة.

## مسيرتها الدولية
لعبت حسنين مع منتخب مصر الأول في بطولة أفريقيا للسيدات 1998.

### الأهداف الدولية
أهداف ونتائج منتخب الإمارات العربية المتحدة مُدرجة أولاً
| #. | التاريخ       | المكان                                                | الخصم | الهدف | النتيجة | المنافسة                                     | مراجع |
| -- | ------------- | ----------------------------------------------------- | ----- | ----- | ------- | -------------------------------------------- | ----- |
| 1  | 8 أكتوبر 2011 | استاد زايد بن سلطان، أبوظبي، الإمارات العربية المتحدة | لبنان | 1–0   | 5–0     | بطولة اتحاد غرب آسيا لكرة القدم للسيدات 2011 | [ 3 ] |